# 쿠피슈키스구

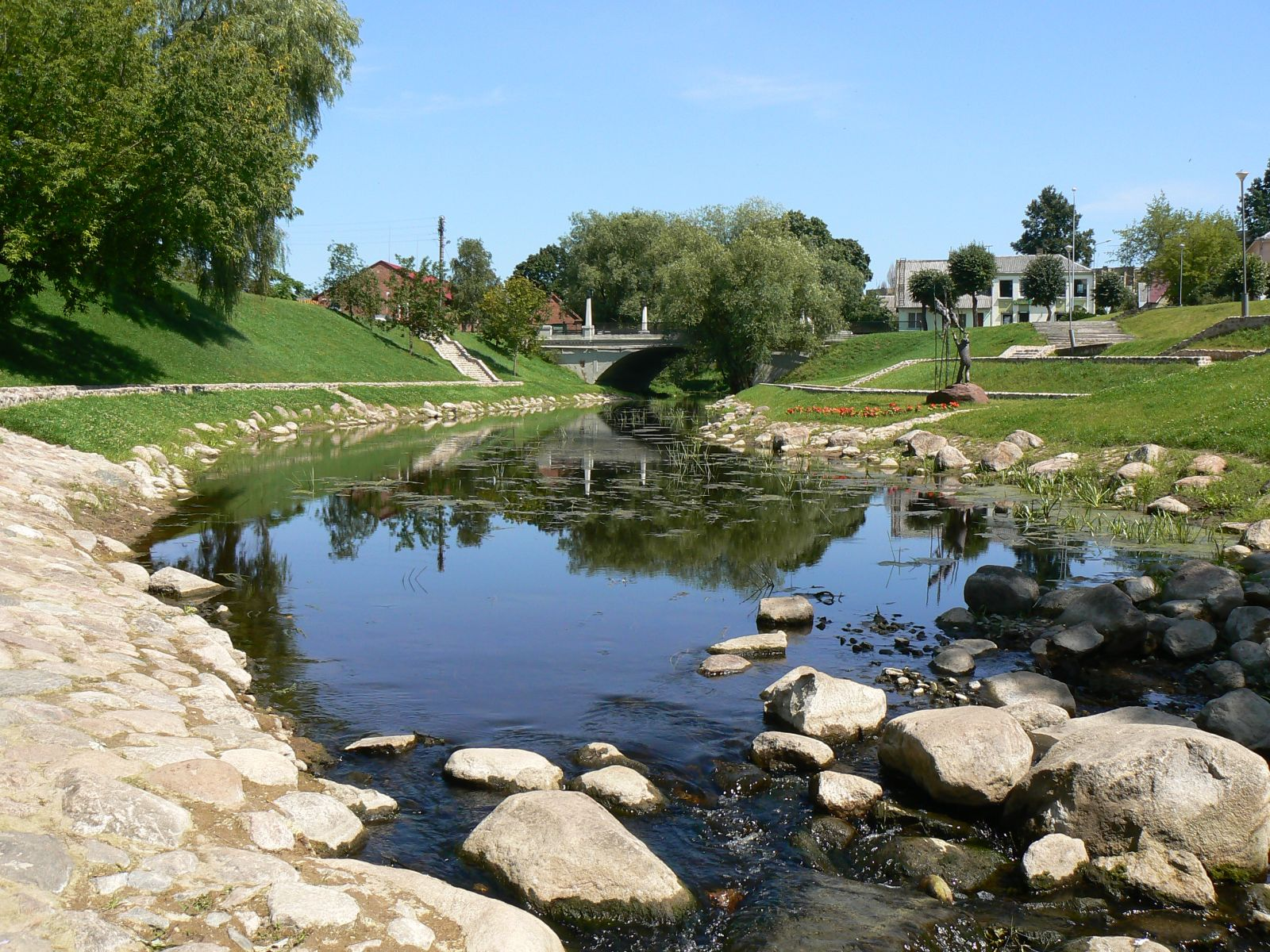
쿠피슈키스를 흐르는 쿠파강

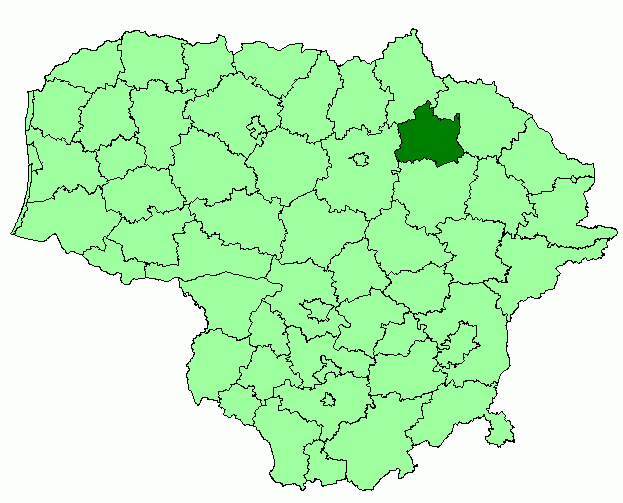
쿠피슈키스구의 위치

쿠피슈키스구(리투아니아어: Kupiškio rajono savivaldybė)는 리투아니아 파네베지스주를 구성하는 6개 지방 자치체 가운데 하나로 행정 중심지는 쿠피슈키스이며 면적은 1,080km2, 인구는 18,678명(2015년 기준), 인구 밀도는 17.3명/km2이다. 6개 장로구를 관할한다. 파네베지스주 파네베지스구, 비르자이구, 로키슈키스구, 우테나주 아닉슈차이구와 접한다.

지방 자치체 문장